# Kylmäpihlaja

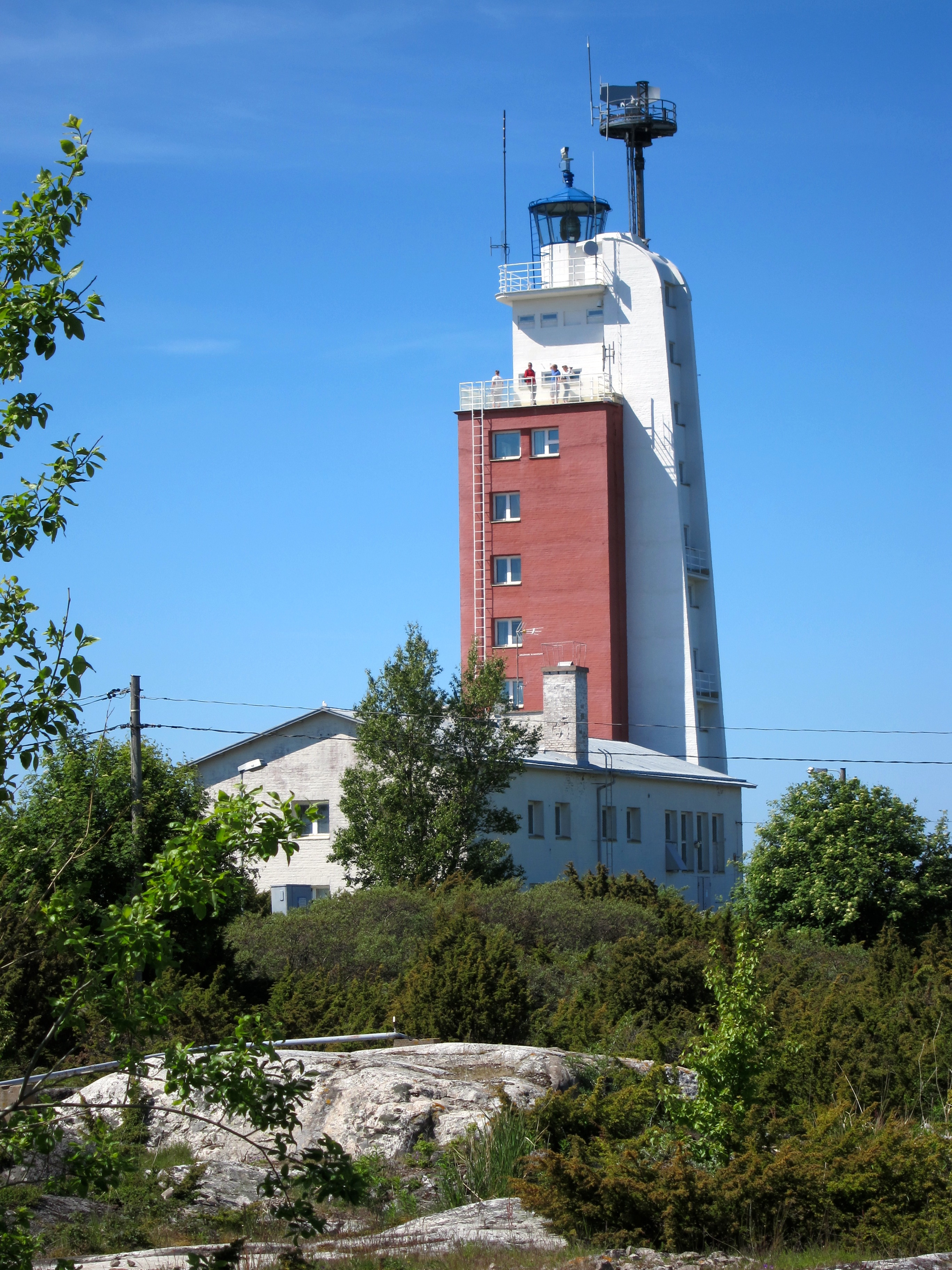
Kylmäpihlaja fyr.

Kylmäpihlaja (på svenska också: Rönnkallan) är en ö med fyr i Bottenhavet 9 km väster om Raumo hamn i Finland. 
Fyren byggdes 1953. Det 32 meter höga tornet av tegel är rött och vitt. Fyrljusets höjd över vattenytan är 36 meter och ljusets lysvidd är 17 sjömil. Lotsstationen indrogs 2000. År 2001 köpte Raumo stad ön av Sjöfartsverket. På platsen fanns tidigare fyrskeppet Relandersgrund.
Öns area är 10,1 hektar och dess största längd är 0,5 kilometer i sydöst-nordvästlig riktning.